# Station Chisinau
Station Chisinau (Roemeens: Gara feroviară din Chișinău) is het hoofdstation van de Moldavische hoofdstad Chisinau.
Het station werd in 1871 geopend met onder andere een verbinding met de nabije havenstad Odessa. Tijdens de Tweede Wereldoorlog raakte het stationsgebouw beschadigd. Om die reden werd er in 1948 een nieuw stationsgebouw gebouwd.
Het station beschikt over enkele internationale verbindingen, bijvoorbeeld met Boekarest en met het nabijgelegen Iași. Tijdens de Russische invasie in Oekraïne werd het station een aankomstplek voor Oekraïense vluchtelingen. Op 5 november 2022 kwam er voor het eerst in 24 jaar een directe verbinding tussen Kiev en Chisinau.

## Afbeeldingen

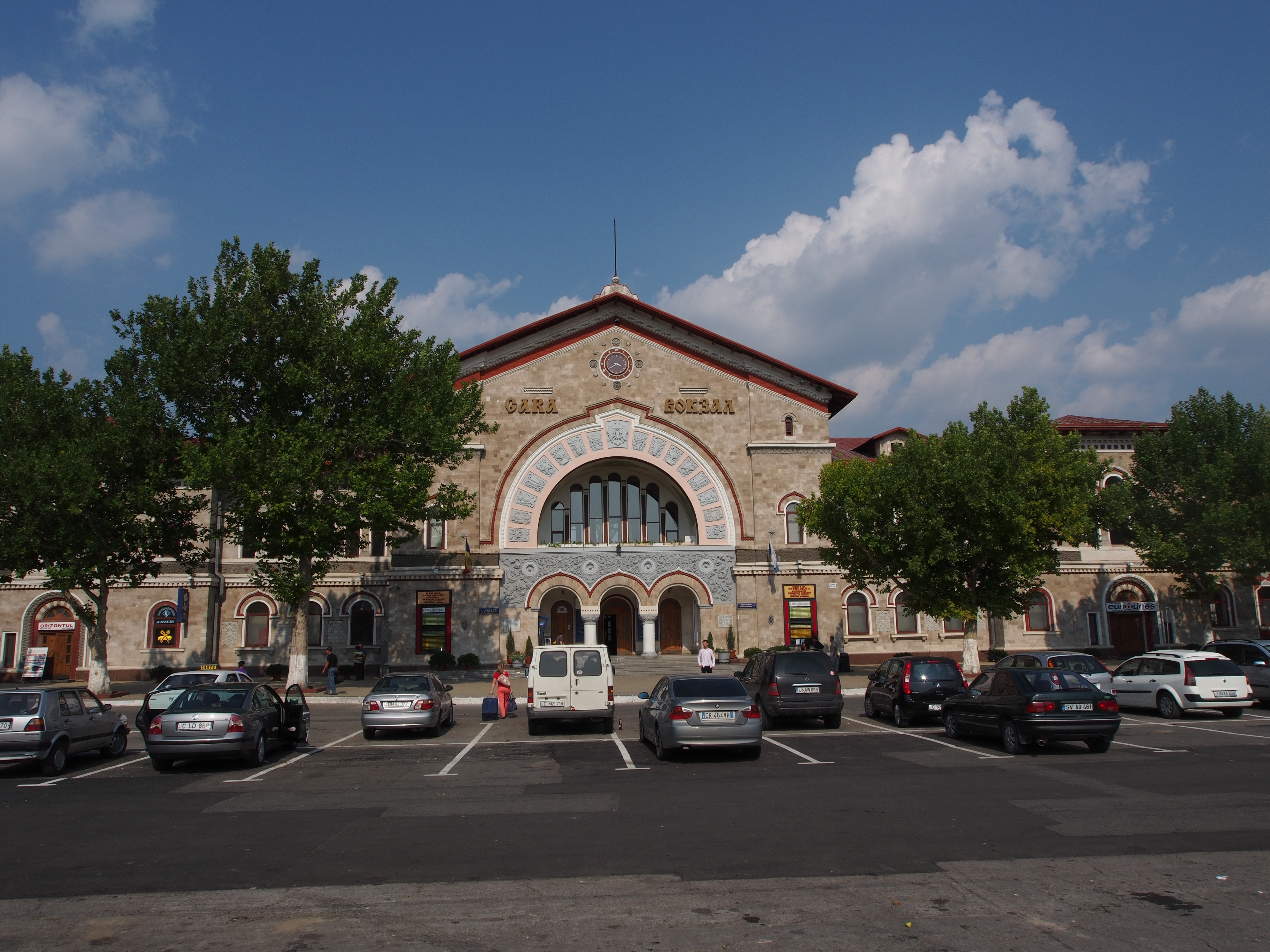
Vooraanzicht
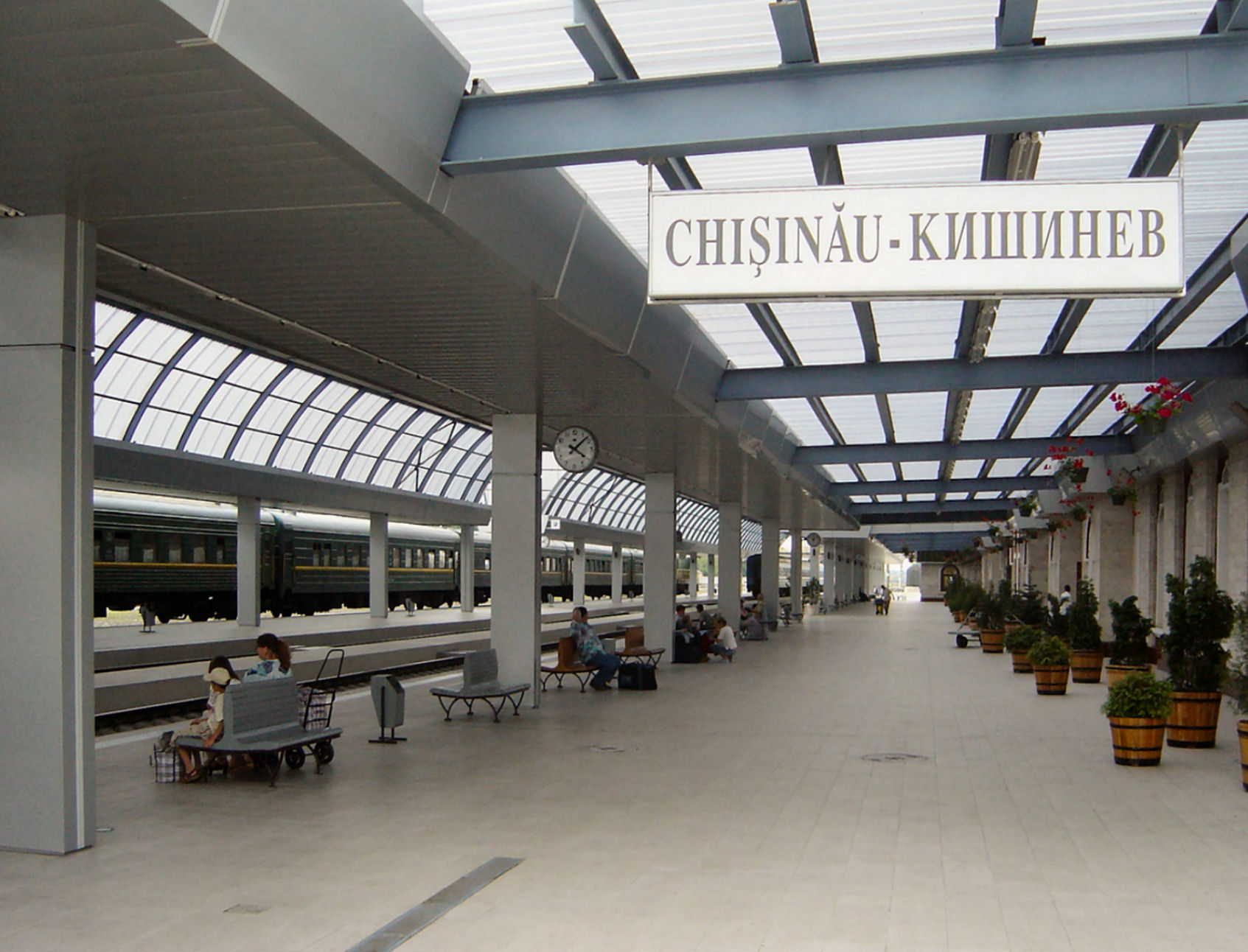
Perron
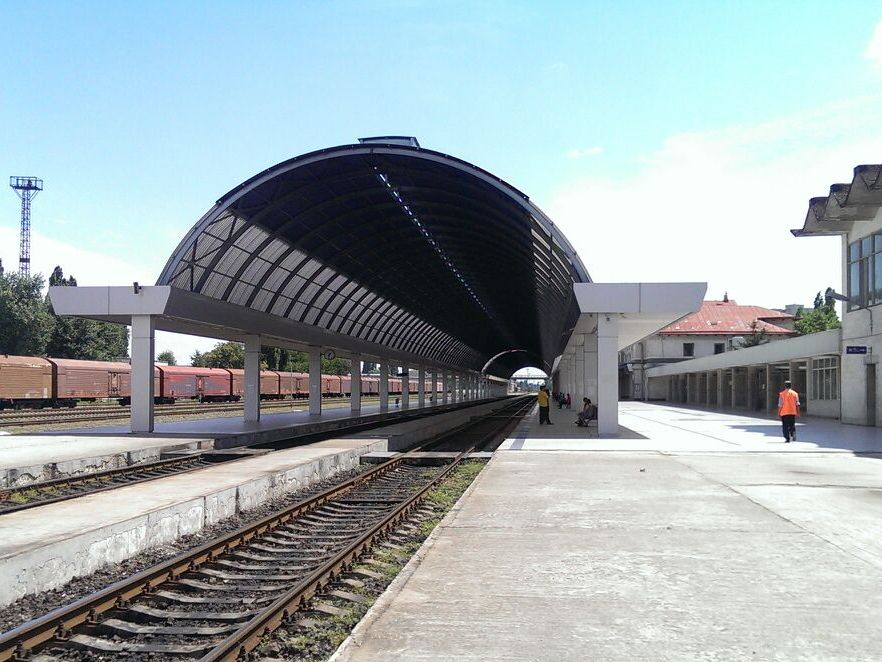
Einde van de perronoverkapping
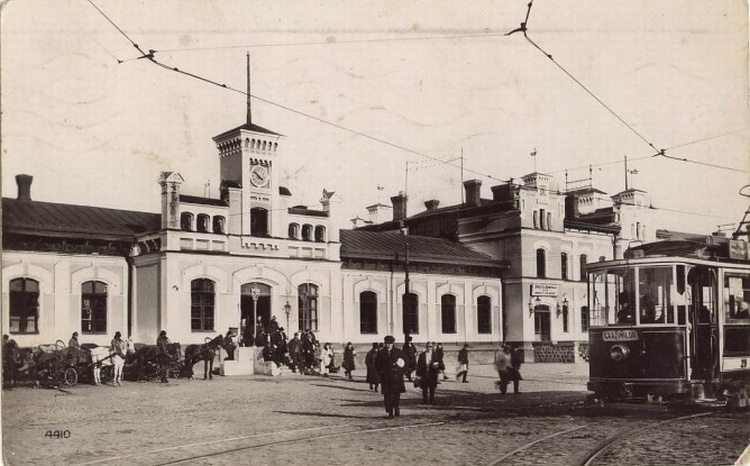
Het oude stationsgebouw in 1936